# Франк Штеблер
Франк Штеблер (нім. Frank Stäbler; нар. 27 червня 1989, Беблінген, земля Баден-Вюртемберг) — німецький борець греко-римського стилю, триразовий переможець та дворазовий бронзовий призер чемпіонатів світу, дворазовий переможець та бронзовий призер чемпіонатів Європи, бронзовий призер Європейських ігор, бронзовий призер Олімпійських ігор.

## Біографія
Боротьбою займається з 1994 року. Був бронзовим призером чемпіонатів світу та Європи серед юніорів 2009 року, бронзовий призер чемпіонату Європи серед кадетів 2006 року.
Виступає за спортивний клуб «TSV Musberg», Ляйнфельден-Ехтердінген.

## Спортивні результати на міжнародних змаганнях

### Виступи на Олімпіадах
| Змагання                    | Збірна    | Вагова категорія                 | Місце  |
| --------------------------- | --------- | -------------------------------- | ------ |
| Літні Олімпійські ігри 2012 | Німеччина | греко-римська боротьба, до 66 кг | 5      |
| Літні Олімпійські ігри 2016 | Німеччина | греко-римська боротьба, до 66 кг | 7      |
| Літні Олімпійські ігри 2020 | Німеччина | греко-римська боротьба, до 67 кг | Бронза |

### Виступи на Чемпіонатах світу
| Змагання                        | Збірна    | Вагова категорія                 | Місце  |
| ------------------------------- | --------- | -------------------------------- | ------ |
| Чемпіонат світу з боротьби 2011 | Німеччина | греко-римська боротьба, до 66 кг | 5      |
| Чемпіонат світу з боротьби 2013 | Німеччина | греко-римська боротьба, до 66 кг | Бронза |
| Чемпіонат світу з боротьби 2014 | Німеччина | греко-римська боротьба, до 66 кг | 5      |
| Чемпіонат світу з боротьби 2015 | Німеччина | греко-римська боротьба, до 66 кг | Золото |
| Чемпіонат світу з боротьби 2017 | Німеччина | греко-римська боротьба, до 71 кг | Золото |
| Чемпіонат світу з боротьби 2018 | Німеччина | греко-римська боротьба, до 72 кг | Золото |
| Чемпіонат світу з боротьби 2019 | Німеччина | греко-римська боротьба, до 67 кг | Бронза |

### Виступи на Чемпіонатах Європи
| Змагання                         | Збірна    | Вагова категорія                 | Місце  |
| -------------------------------- | --------- | -------------------------------- | ------ |
| Чемпіонат Європи з боротьби 2010 | Німеччина | греко-римська боротьба, до 66 кг | 12     |
| Чемпіонат Європи з боротьби 2012 | Німеччина | греко-римська боротьба, до 66 кг | Золото |
| Чемпіонат Європи з боротьби 2014 | Німеччина | греко-римська боротьба, до 66 кг | Бронза |
| Чемпіонат Європи з боротьби 2016 | Німеччина | греко-римська боротьба, до 71 кг | 14     |
| Чемпіонат Європи з боротьби 2020 | Німеччина | греко-римська боротьба, до 72 кг | Золото |
| Чемпіонат Європи з боротьби 2021 | Німеччина | греко-римська боротьба, до 72 кг | 10     |

### Виступи на Європейських іграх
| Змагання              | Збірна    | Вагова категорія                 | Місце  |
| --------------------- | --------- | -------------------------------- | ------ |
| Європейські ігри 2015 | Німеччина | греко-римська боротьба, до 71 кг | Бронза |

### Виступи на інших змаганнях
| Змагання                           | Збірна    | Вагова категорія                 | Місце  |
| ---------------------------------- | --------- | -------------------------------- | ------ |
| Гран-прі Німеччини з боротьби 2010 | Німеччина | греко-римська боротьба, до 66 кг | 19     |
| Кубок Гранми з боротьби 2011       | Німеччина | греко-римська боротьба, до 66 кг | Бронза |
| Кубок Владислава Пітласинські 2011 | Німеччина | греко-римська боротьба, до 66 кг | 7      |
| Тор Мастерс 2012                   | Німеччина | греко-римська боротьба, до 66 кг | Золото |
| Кубок Гранми з боротьби 2012       | Німеччина | греко-римська боротьба, до 66 кг | Срібло |
| Кубок Владислава Пітласинські 2012 | Німеччина | греко-римська боротьба, до 66 кг | 8      |
| Гран-прі Німеччини з боротьби 2012 | Німеччина | греко-римська боротьба, до 66 кг | Золото |
| Гран-прі Німеччини з боротьби 2013 | Німеччина | греко-римська боротьба, до 66 кг | Золото |
| Меморіал Іона Корнеану 2013        | Німеччина | греко-римська боротьба, до 66 кг | Золото |
| Кубок Владислава Пітласинські 2013 | Німеччина | греко-римська боротьба, до 66 кг | Срібло |
| Кубок Владислава Пітласинські 2014 | Німеччина | греко-римська боротьба, до 66 кг | Бронза |
| Кубок Владислава Пітласинські 2015 | Німеччина | греко-римська боротьба, до 66 кг | Золото |
| Золотий Гран-прі з боротьби 2015   | Німеччина | греко-римська боротьба, до 71 кг | Золото |
| Кубок Владислава Пітласинські 2016 | Німеччина | греко-римська боротьба, до 71 кг | Золото |
| Гран-прі Німеччини з боротьби 2016 | Німеччина | греко-римська боротьба, до 66 кг | Золото |
| Кубок Владислава Пітласинські 2017 | Німеччина | греко-римська боротьба, до 71 кг | Золото |
| Гран-прі Німеччини з боротьби 2018 | Німеччина | греко-римська боротьба, до 72 кг | Срібло |
| Гран-прі Іспанії з боротьби 2019   | Німеччина | греко-римська боротьба, до 72 кг | Бронза |
| Гран-прі Німеччини з боротьби 2019 | Німеччина | греко-римська боротьба, до 67 кг | Золото |

### Виступи на змаганнях молодших вікових груп
| Змагання                                       | Збірна    | Вагова категорія                 | Місце  |
| ---------------------------------------------- | --------- | -------------------------------- | ------ |
| Чемпіонат Європи з боротьби серед кадетів 2005 | Німеччина | греко-римська боротьба, до 50 кг | 7      |
| Чемпіонат Європи з боротьби серед кадетів 2006 | Німеччина | греко-римська боротьба, до 58 кг | Бронза |
| Чемпіонат Європи з боротьби серед юніорів 2009 | Німеччина | греко-римська боротьба, до 66 кг | Бронза |
| Чемпіонат світу з боротьби серед юніорів 2009  | Німеччина | греко-римська боротьба, до 66 кг | Бронза |